# 福鼎站
福鼎站，位于中国福建省宁德市福鼎市桐城镇丹岐村，由南昌局集团管辖，于2009年9月28日随温福铁路正式通车同时启用。

## 历史
2009年9月28日正式启用。
2019年6月10日，福鼎站实施站房扩建升级改造工程，增设临时进站口与与售票厅共用一个通道。改造扩建工程增加了候车厅面积，对进站流线进行了优化。2019年9月下旬，站房扩容工程完工投入使用。
2020年10月20日，福鼎站扩容二期工程进场施工，该工程主要对站前广场进行提升改造，工程总用地面积约20000平方米，投资约1200万元，是一个集给排水、市政道路、广场铺装、景观绿化、夜景照明为一体的综合性工程。 2021年1月28日，该项目如期完工。

## 使用情况
截止2021年7月，每日有42趟列车在福鼎站停靠，其中有5对管内始发终到列车，1对跨局始发终到列车，此外，中国铁路南昌局集团会视客流情况增开若干始发终到的临时动车组列车。